# Dario Zuffi
Dario Zuffi, (ur. 7 grudnia 1964 w Winterthurze), były szwajcarski piłkarz występujący na pozycji napastnika. W reprezentacji Szwajcarii (w latach 1986–1997) wystąpił 20 razy i zdobył trzy bramki. Grał w takich zespołach jak FC Winterthur, BSC Young Boys, AC Lugano i FC Basel.

## Osiągnięcia
- król strzelców Swiss Super League w sezonie 1990/1991 w barwach Young Boys Berno
- 2 x Puchar Szwajcarii